# Neptunidraco

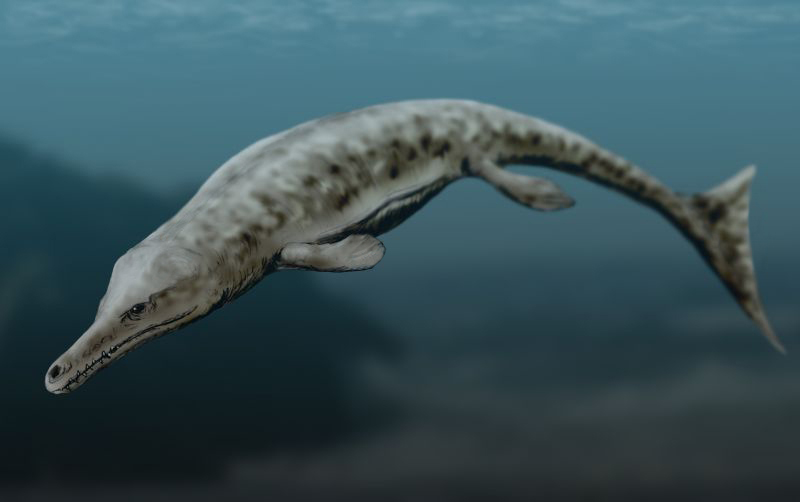
Interpretación artística de Neptunidraco

Neptunidraco (que significa dragón de "Neptuno") es un género extinto de crocodiliforme marino carnívoro que vivió durante el período geológico Jurásico Medio (finales del Bajociano a principios del periodo Bathoniense) en lo que ahora es el noreste de Italia. Es conocido de un esqueleto parcial (un cráneo incompleto con mandíbulas) recuperado de una sección de caliza de la formación geológica Rosso Ammonitico Veronese.  Este espécimen había sido previamente referido como una especie no nombrada de los géneros Metriorhynchus o Geosaurus del Jurásico tardío. Neptunidraco fue nombrado por los paleontólogos italianos Andrea Cau y Federico Fanti en 2011, y la especie tipo es Neptunidraco ammoniticus. El llamado  "cocodrilo de Portomaggiore" es el más completo ejemplar de metriorínquido de Italia a la fecha y también el más antiguo miembro de la familia Metriorhynchidae.
"Steneosaurus barettoni" fue referido a Neptunidraco en un estudio realizado en 2013.